# Merosargus flaviceps
Merosargus flaviceps är en tvåvingeart som beskrevs av Mcfadden 1971. Merosargus flaviceps ingår i släktet Merosargus och familjen vapenflugor. Inga underarter finns listade i Catalogue of Life.